# (21630) Wootensmith
(21630) Wootensmith est un astéroïde de la ceinture principale d'astéroïdes.

## Description
(21630) Wootensmith est un astéroïde de la ceinture principale d'astéroïdes. Il fut découvert le 13 juillet 1999 à Socorro (Nouveau-Mexique) par le projet LINEAR. Il présente une orbite caractérisée par un demi-grand axe de 2,19 UA, une excentricité de 0,05 et une inclinaison de 1,2° par rapport à l'écliptique.

## Compléments